# Dictyodendrillidae
Dictyodendrillidae é uma família de esponjas marinhas da ordem Dendroceratida.

## Gêneros
- Acanthodendrilla Bergquist, 1995
- Dictyodendrilla Bergquist, 1980
- Igernella Topsent, 1905
- Spongionella Bowerbank, 1862